# Necropoli di Montessu
La necropoli di Montessu è un sito archeologico prenuragico situato nel comune di Villaperuccio nella provincia del Sulcis Iglesiente.
Assieme ad altre aree archeologiche prenuragiche, nel 2025 il sito è stato inserito nell'elenco dei patrimoni dell'umanità dell'UNESCO.

## Descrizione
Il sito dove è ubicata la necropoli si trova sui fianchi meridionali del colle di Sa Pranedda, a pochi km a nord di Villaperuccio. Ricavata in un grande anfiteatro naturale, conta circa quaranta domus de janas ed è considerata una delle più vaste e importanti di tutta la Sardegna.
Risalente al periodo preistorico sardo (IV millennio a.C.), questo sito funerario venne utilizzato per circa un millennio durante il quale si avvicendarono le culture di Ozieri, Abealzu-Filigosa, Monte Claro, del vaso campaniforme e di Bonnanaro. Di rilievo è la presenza, nella necropoli, di ceramiche tipiche della cultura di El Argar (Spagna sud-orientale), dell'età del bronzo antico.
Alcune domus de janas sono caratterizzate da motivi incisi a rilievo tra i quali spiccano spirali, simboli concentrici e protomi taurine.
Gli scavi e le indagini archeologiche, che continuano ancora oggi, iniziarono nel 1972 sotto la guida di Enrico Atzeni, professore dell'Università di Cagliari.

## Elementi decorativi-cultuali

### Tomba XIX
Sul soffitto della cella principale della tomba XIX sono presenti delle decorazioni con motivi corniforme di stile curvilineo. Sono motivi di transizione e documentano la tappa figurativa in cui la protome ha perso orecchie e muso ed ha mantenuto solo le corna. Non sono numerosi gli esempi simili: il duplice motivo richiama gli schemi di su Murrone (Chiaramonti) e i dipinti di Enas de Cannuja (Bessude).

## Galleria d'immagini

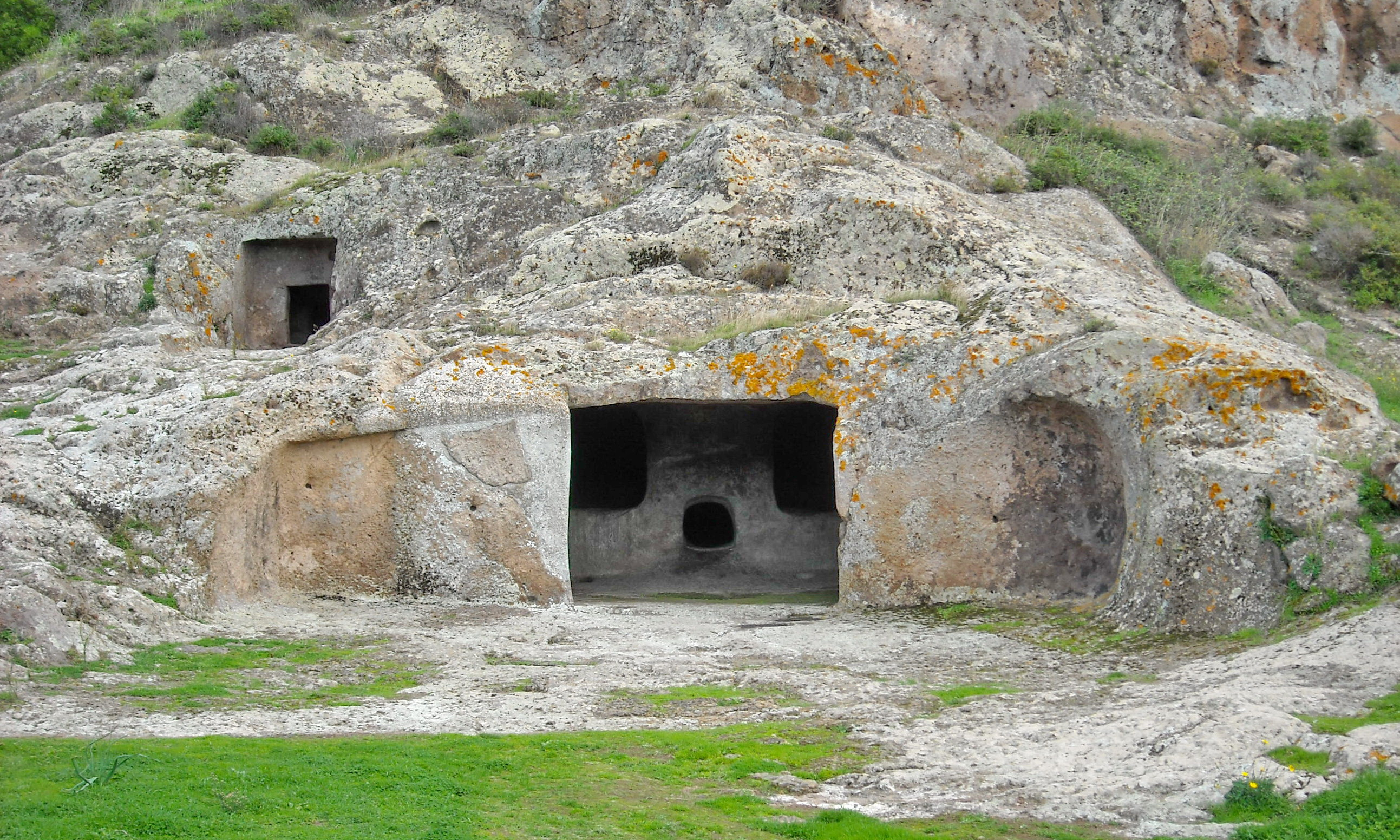
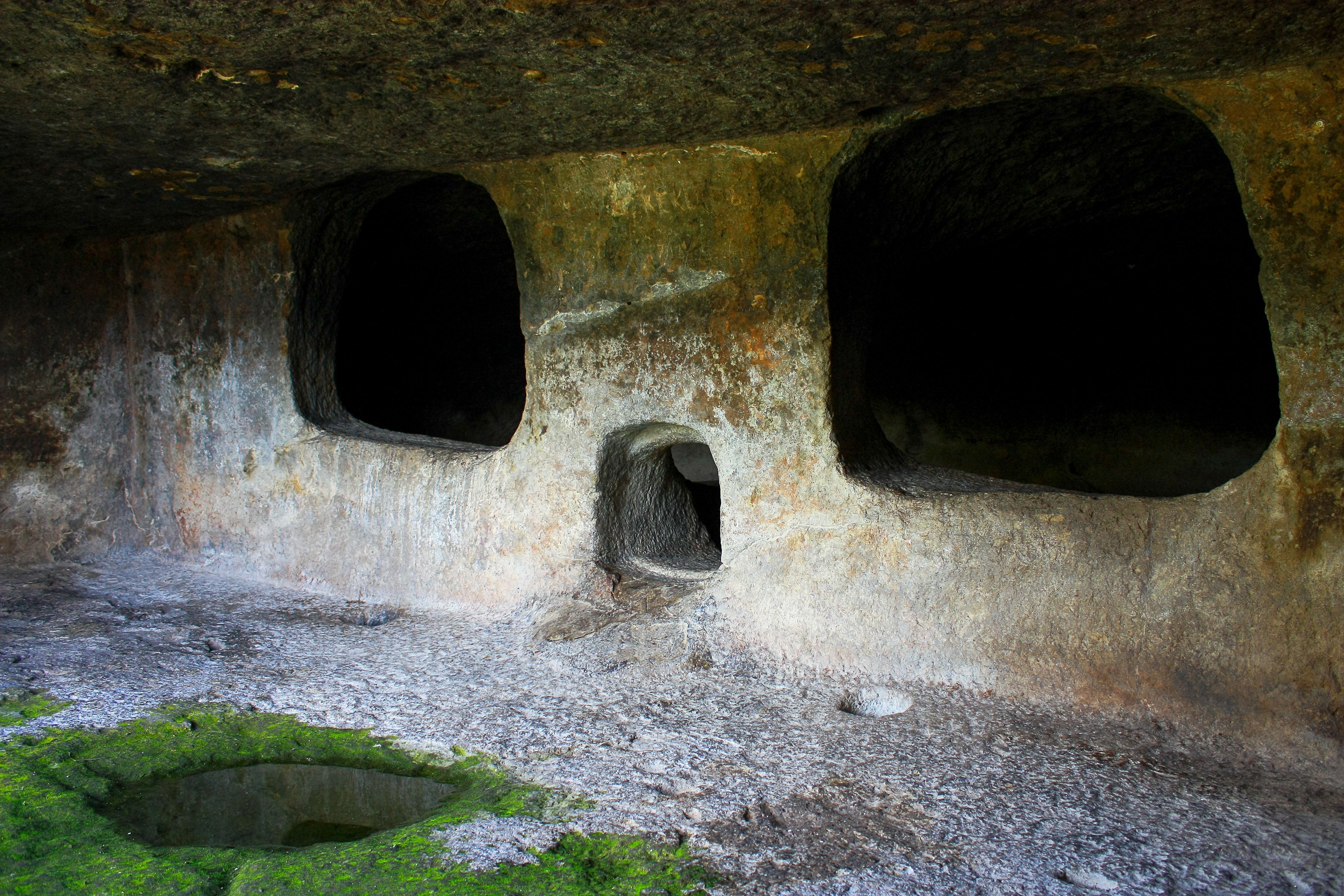
Tomba detta "Sa grutta de is Procus"
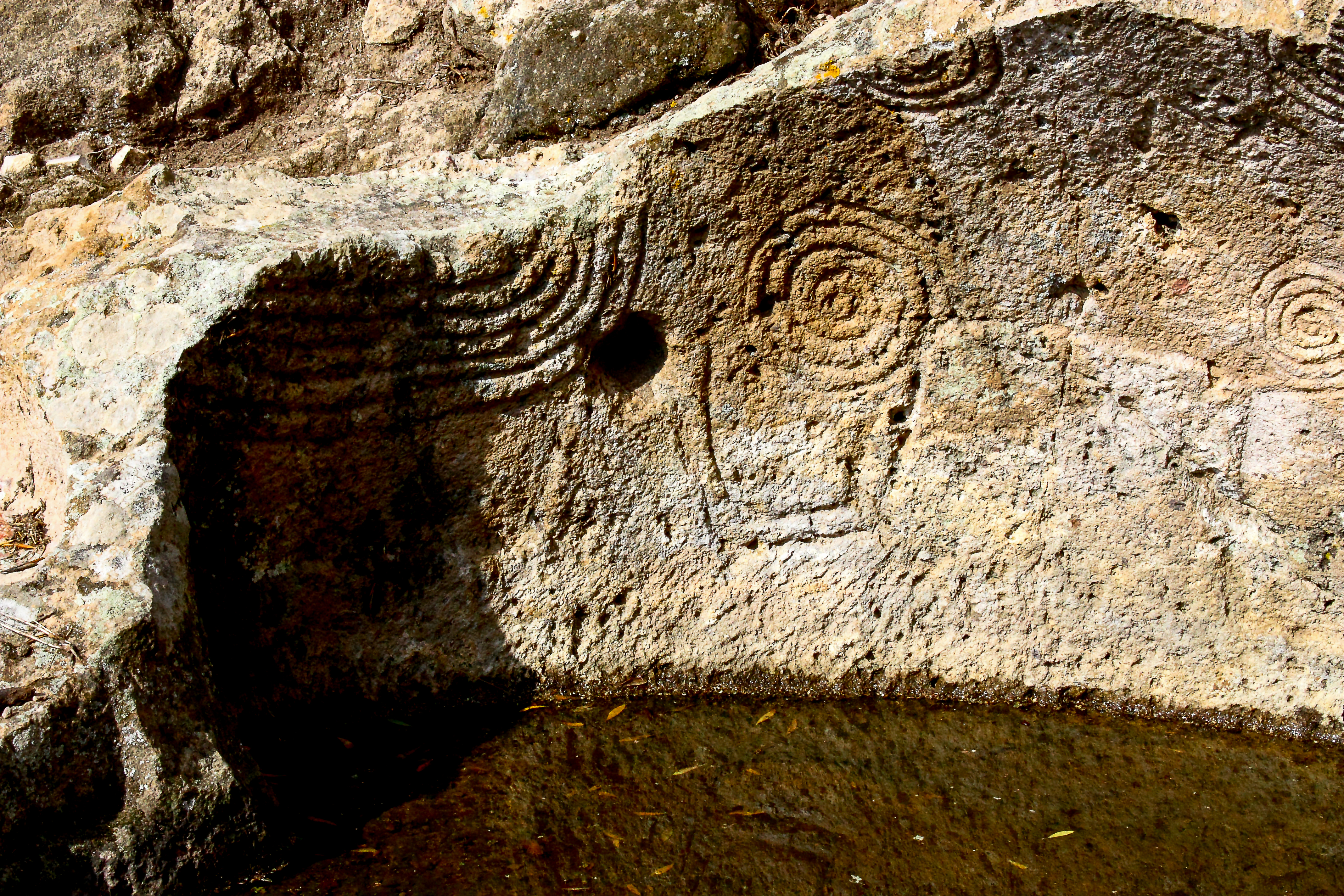
Tomba delle Spirali
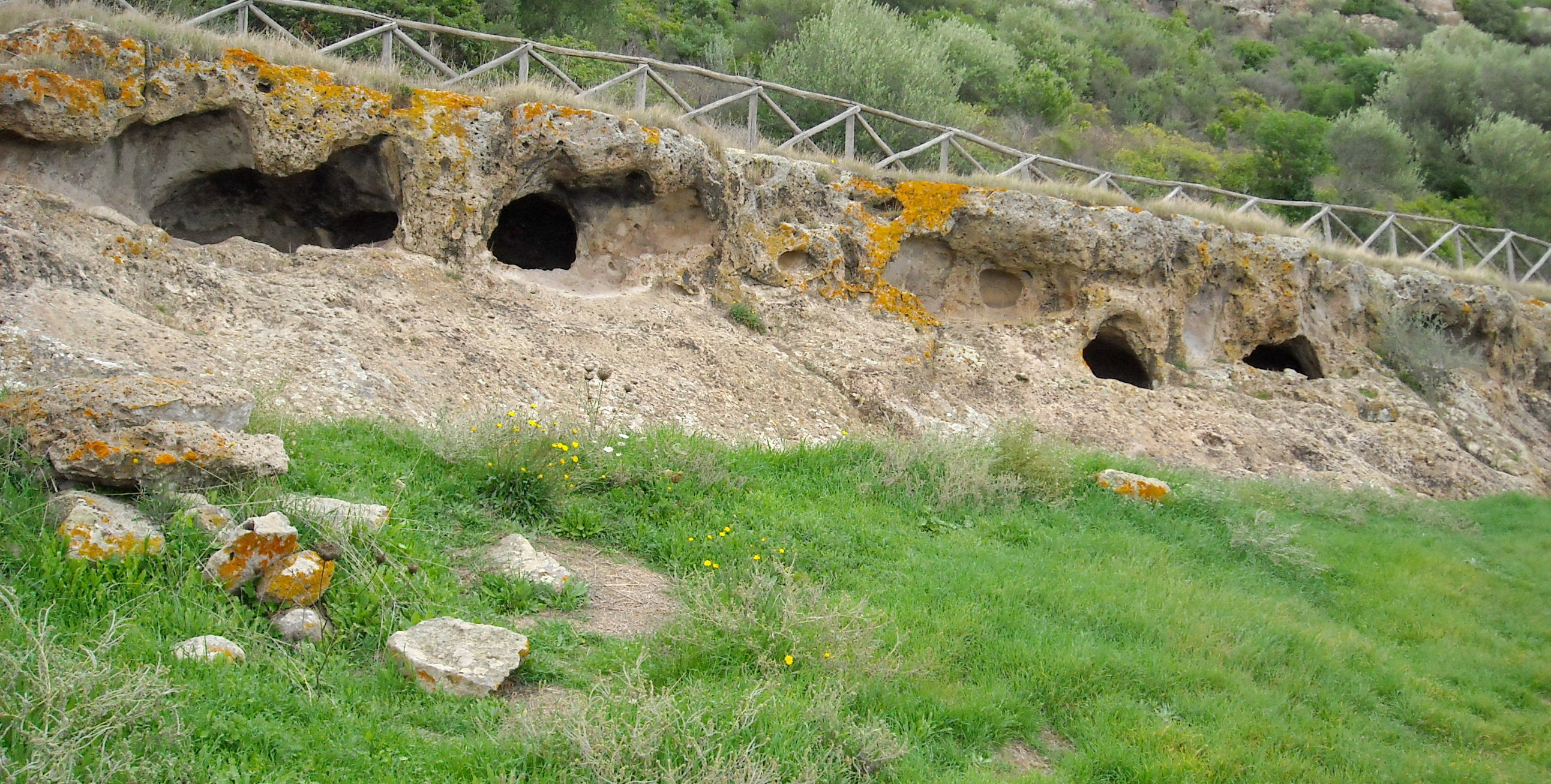
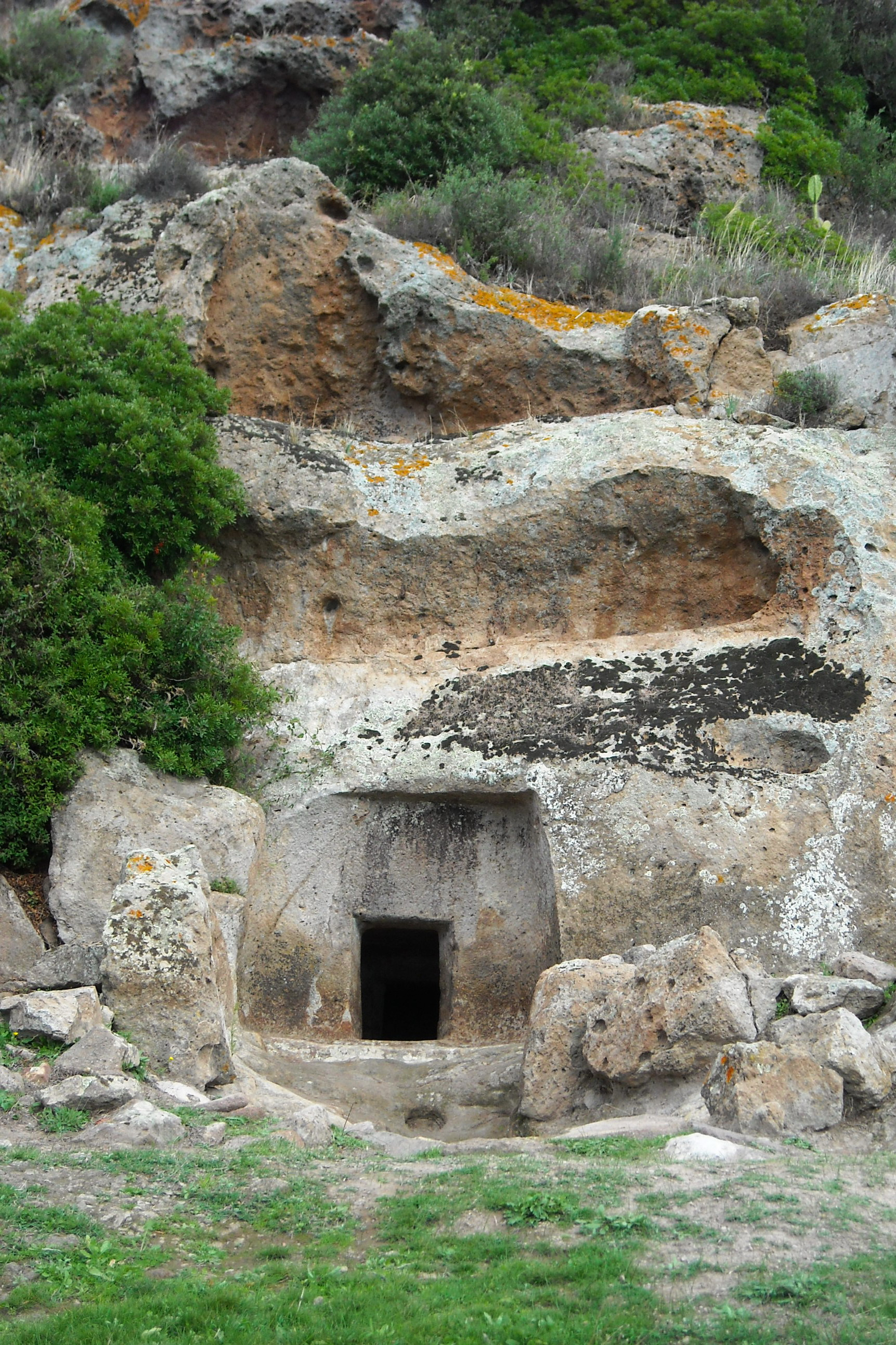